# الكسندر ويلسون سميث
الكسندر ويلسون سميث هو سياسي كندي، ولد في 12 نوفمبر 1856، وتوفي في 10 أكتوبر 1913. حزبياً، نشط في الحزب الليبرالي الكندي. وقد انتخب عضو مجلس العموم الكندي.